# Matteo Bianchi (ciclista)
Matteo Bianchi (Bolzano, 21 ottobre 2001) è un pistard italiano.
Specialista delle prove veloci, nell'agosto 2022 è diventato il primo italiano a scendere sotto il minuto nel chilometro a cronometro, fermando il cronometro a 59"661 nel corso del primo turno della gara agli europei, in cui ha poi conquistato la medaglia d'argento. Nel 2024 e nel 2025, invece, si è laureato campione d'Europa nella medesima specialità.

## Biografia
Ha corso nelle categorie giovanili per il G.S. Mendelspeck dal 2014 al 2016. Successivamente, ha militato nel Ciclismo 2000-Team Südtirol nel 2017, nel G.S. Alto Adige nel 2018 e nel Cycling Team C5 tra il 2019 e il 2020. Nel 2021, è entrato a far parte del Centro Sportivo Esercito, consolidando la sua posizione nel panorama ciclistico nazionale. Nel 2024, ha firmato con la MBH Bank Colpack Ballan CSB, squadra con la quale continua a competere a livello internazionale.
Nel 2019, durante i Campionati europei su pista juniores a Gand, ha conquistato la medaglia di bronzo nel chilometro a cronometro, dimostrando precocemente il suo talento nelle prove di velocità.
Agli Europei Under-23 del 2022 di Anadia, ha vinto due medaglie d'oro: una nel chilometro a cronometro e l'altra nel keirin, consolidando la sua reputazione come uno dei migliori giovani pistard europei. Durante i campionati europei di Monaco di Baviera 2022, è diventato il primo italiano a scendere sotto il minuto nel chilometro a cronometro, registrando un tempo di 59"661 e conquistando la medaglia d'argento.
Nel 2023, ha vinto tre medaglie d'oro agli Europei Under-23 di Anadia: nel chilometro a cronometro, nel keirin e nella velocità a squadre, insieme ai compagni Mattia Predomo, Matteo Tugnolo e Stefano Minuta.
Agli europei di Apeldoorn 2024, ha conquistato la medaglia d'oro nel chilometro a cronometro, diventando il primo ciclista italiano a ottenere questo titolo nella storia della competizione.
Agli europei di Heusden-Zolder 2025, ha replicato il proprio successo nel chilometro a cronometro.

## Palmarès

### Pista
- 2018 (Juniores)

Campionati italiani, Velocità Junior
- 2022

Grand Prix Germany, Chilometro a cronometro
Campionati europei, Chilometro a cronometro Under-23
Campionati europei, Keirin Under-23
Campionati italiani, Velocità a squadre (con Daniele Napolitano e Matteo Tugnolo)
- 2023

Fiorenzuola, Chilometro a cronometro
Campionati europei, Chilometro a cronometro Under-23
Campionati europei, Keirin Under-23
Campionati europei, Velocità a squadre Under-23 (con Mattia Predomo, Matteo Tugnolo e Stefano Minuta)
- 2024

Campionati europei, Chilometro a cronometro
- 2025

Campionati europei, Chilometro a cronometro

## Piazzamenti

### Competizioni mondiali
- Campionati del mondo su pista

Aigle 2018 - Chilometro a cronometro Junior: 29º
Francoforte sull'Oder 2019 - Keirin Junior: 16º
Francoforte sull'Oder 2019 - Velocità Junior: 17º
Francoforte sull'Oder 2019 - Chilometro a cronometro Junior: 3º
St. Quentin-en-Yvelines 2022 - Velocità a squadre: 12º
St. Quentin-en-Yvelines 2022 - Chilometro a cronometro: 5º
Glasgow 2023 - Velocità a squadre: 10º
Glasgow 2023 - Chilometro a cronometro: 7º
Ballerup 2024 - Velocità a squadre: 8º

### Competizioni europee
- Campionati europei su pista

Gand 2019 - Chilometro a cronometro Junior: 3º
Gand 2019 - Velocità Junior: 10º
Gand 2019 - Keirin Junior: 10º
Fiorenzuola d'Arda 2020 - Velocità a squadre Under-23: 6º
Fiorenzuola d'Arda 2020 - Velocità Under-23: 18º
Apeldoorn 2021 - Chilometro a cronometro Under-23: 24º
Apeldoorn 2021 - Velocità Under-23: 16º
Apeldoorn 2021 - Keirin Under-23: 10º
Grenchen 2021 - Velocità: 27º
Grenchen 2021 - Keirin: 19º
Anadia 2022 - Velocità a squadre Under-23: 3º
Anadia 2022 - Chilometro a cronometro Under-23: vincitore
Anadia 2022 - Velocità Under-23: 10º
Anadia 2022 - Keirin Under-23: vincitore
Monaco di Baviera 2022 - Velocità a squadre: 7º
Monaco di Baviera 2022 - Velocità: 16º
Monaco di Baviera 2022 - Chilometro a cronometro: 2º
Monaco di Baviera 2022 - Keirin: 13º
Grenchen 2023 - Velocità a squadre: 6º
Grenchen 2023 - Keirin: 21º
Grenchen 2023 - Chilometro a cronometro: 5º
Anadia 2023 - Velocità a squadre Under-23: vincitore
Anadia 2023 - Chilometro a cronometro Under-23: vincitore
Anadia 2023 - Keirin Under-23: vincitore
Apeldoorn 2024 - Chilometro a cronometro: vincitore
Apeldoorn 2024 - Velocità a squadre: 6°
Heusden-Zolder 2025 - Chilometro a cronometro: vincitore
Heusden-Zolder 2025 - Velocità a squadre: 7°